# Cucurbitariaceae
Cucurbitariaceae es una familia de hongos en el orden Pleosporales. Los taxones poseen una distribución amplia en regiones templadas y son necrotróficos o sapróbicos de plantas leñosas.